# 三里岗镇
三里岗镇，是中华人民共和国湖北省随州市随县下辖的一个乡镇级行政单位。

## 行政区划
三里岗镇下辖以下地区：
三里岗社区、马家畈村、尚家店村、栗树嘴村、八一桥村、刘店村、吉祥寺村、伏岭村、三星村、常安店村、新集村、何家店村、尚家桥村、黄家河村、古庙村、车佛村、贾家湾村、杨家棚村和许家河村。